# Jozef Keuleers
Jozef Keuleers (Watermaal-Bosvoorde, 14 oktober 1910 - 17 juni 1986 Mechelen) was een Belgisch senator.

## Levensloop
Keuleers werd beroepshalve maatschappelijk assistent. Ook werd hij in 1934 secretaris van de Centrale der Chemische Nijverheden en Gemengde vakken in de provincie Brabant en was hij secretaris van het ACV in Sint-Truiden. In 1938 werd hij voorzitter van het Brabants verbond van het ACV en van 1945 tot 1974 was hij adjunct-algemeen secretaris van deze vakbond. Bovendien was hij ondervoorzitter van de Gewestelijke Economische Raad voor Vlaanderen.
Tussen maart 1974 en april 1977 zetelde hij voor de CVP als provinciaal senator voor de provincie Antwerpen in de Senaat. In de periode april 1974-april 1977 zetelde hij als gevolg van het toen bestaande dubbelmandaat ook in de Cultuurraad voor de Nederlandse Cultuurgemeenschap, die op 7 december 1971 werd geïnstalleerd en de verre voorloper is van het huidige Vlaams Parlement.